# Bjørn Nørgaard
Bjørn Nørgaard (født 21. maj 1947 i København) er en dansk billedhugger, grafiker og performancekunstner. Han var elev på Eks-skolen. Han var 1985-1994 professor ved Det Kongelige Danske Kunstakademi og er medlem af Kulturkanonens udvalg for billedkunst.
Bjørn Nørgaard blev landskendt for en hesteslagtning (hesten hed Røde Fane) på en mark ved Kirke Hyllinge i Hornsherred. Hesteofringen var en protest mod Vietnamkrigen i forbindelse med den omstridte udstilling Tabernakel på Louisiana i 1970. skulle oprindelig have fundet sted i forbindelse med en gruppeudstilling på kunstmuseet Louisiana (i parkanlægget), men Politiet nedlagde forbud med henvisning til veterinærlovgivningens hygiejne-regler vedr. "hjemmeslagtning". Filmen Hesteofring blev lavet over hesteslagtningen eller ofringen.
Bjørn Nørgaard har udført 17 gobeliner om Danmarks historie ophængt 1990 på Christiansborg. Gobelinerne var Dansk Industris gave til Margrethe 2. i anledning af hendes 50 års fødselsdag.
I 1980 modtog han Eckersberg Medaillen. I 1994 blev han Ridder af Dannebrog, 1999 modtog han Ingenio et arti og fik Den Kongelige Belønningsmedalje med krone og inskriptionen "1988 TAPETKOMPLOT 1999" for sit arbejde med gobelinerne.

Han er gift med kunstneren Lene Adler Petersen.

## Værker
- Hesteofringen 1970
- Menneskemuren, v. Horsens Kunstmuseum, Horsens 1982[1]
- Engleporten 1985
- Allegoriske figurer og Gipsvæggen 1985
- Thors Tårn 1986
- Fontæne, P. Nørkjærs Plads v. Vendsyssel Kunstmuseum, Hjørring[2]
- Amagertorv, København 1993
- Kapel til nutiden, byport i Randers 1994
- De tolv himmelstiger 1998
- Dronning Margrethes Gobeliner 1990-1999
- Det genmodificerede Paradis 2000
- Hans Tausen-monument, Viborg 2005
- Skyggen, Rejsekammeraten, Improvisatoren – et treenigt portræt af H.C. Andersen, 2005, Odense
- Bispebjerg Bakke 2007
- Altertavle og glasmosaikker i Christianskirken. Offentliggjort 30. december 2007.
- Slattenpatten, skulptur i bronze på granitsokkel i vandfyldt bassin, placeret på Axeltorv i Næstved 2010